# Matteo Carrara
Matteo Carrara (født 25. marts 1979) er en italiensk forhenværende professionel cykelrytter.